# Ашанти
 Тази статия е за етническата група в Африка.  За американската певица вижте Ашанти (певица).  
Ашанти е голяма етническа група в днешна Гана. В средата на 16 век те образуват Конфедерацията Ашанти, държава, изнасяща злато и участваща активно в търговията с роби. Великобритания подчинява страната след Англо-ашантските войни, продължили от 1826 до 1896, и я присъединява към колонията Златен бряг.